# Alexander Bertram
Pour les articles homonymes, voir Bertram.

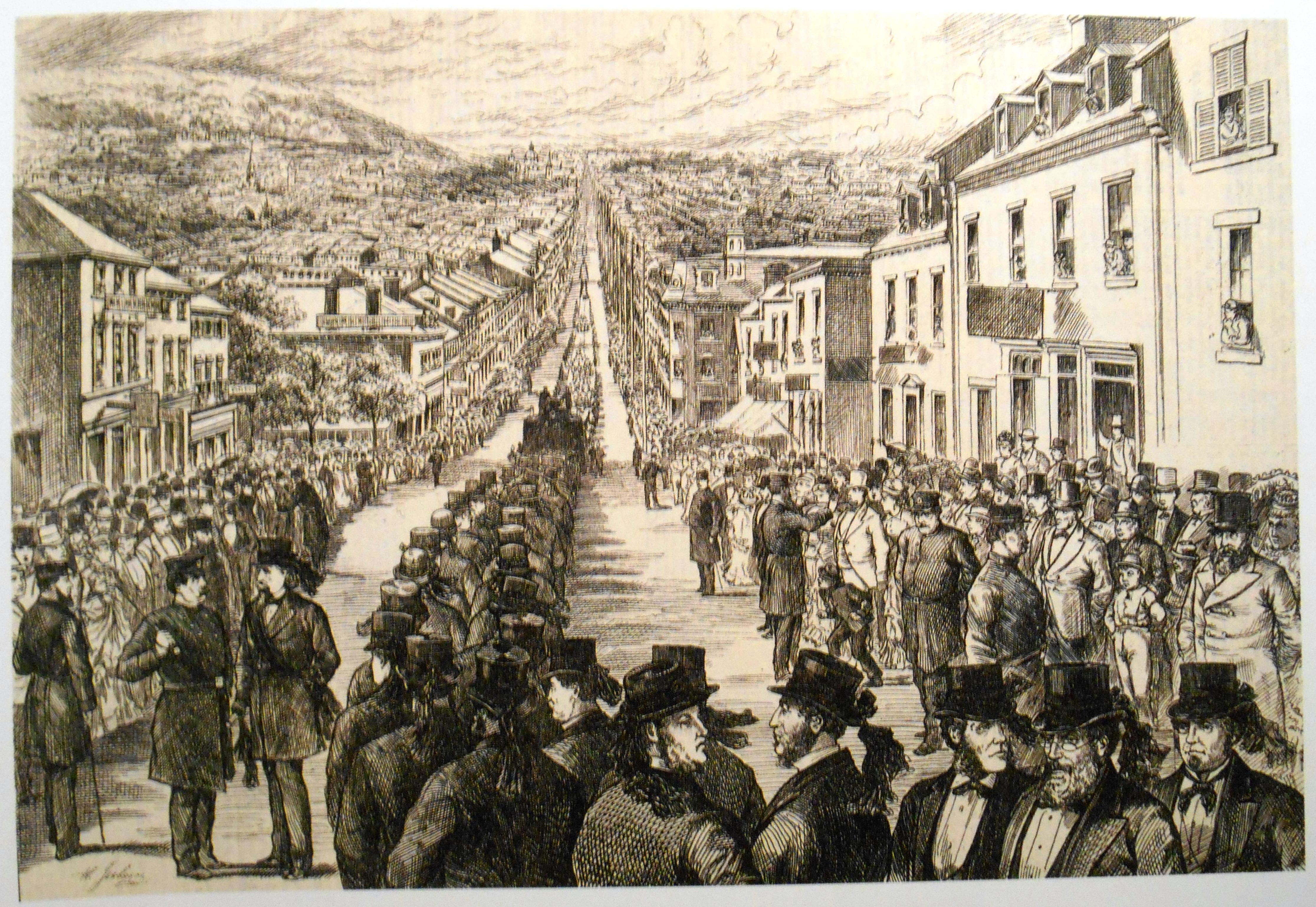
Funérailles du chef Bertram en 1875

Alexander Bertram (1811-1875) est considéré comme le plus grand chef de pompiers du Service de sécurité incendie de Montréal.

## Biographie
Né en Angleterre, près de l'Écosse, il immigre au Canada. À l'âge de 23 ans, fraîchement débarqué à Montréal, il entre dans la compagnie Cataract en 1841 et gravit rapidement les échelons. Il passe capitaine en 1849. Lors du grand incendie de 1852, son courage fait grande impression et il est promu assistant-ingénieur.
Il lui arrive de frapper son personnel avec sa canne . Il prend l'habitude de visiter une caserne par jour et échange alors avec ses hommes. L'héroïsme pour lui et ses hommes est la valeur fondamentale bien qu'il désapprouve la bravoure inutile.  
Il réussit à convaincre la Ville de Montréal à installer un télégraphe d'alarme et professionnaliser le travail de pompier à Montréal.
Il meurt le 31 août 1875 à l'âge de 64 ans, alors qu'il est encore en fonction.